# Тарек Абделслам
Тарек Абделслам е египетки и понастоящем български състезател по борба класически стил, родом от Египет.
Получава българско гражданство през януари 2017 година. През май същата година става европейски шампион в категория до 75 килограма като на финала побеждава руснака Чингиз Лабазанов. Негов треньор е Армен Назарян.
Преди 2017 година Тарек се състезава за Египет. След като получава контузия, египетската федерация решава да не заплати за нейното лечение, защото той е смятан за неперспективен член на отбора. Тогава той се премества в България, където първоначално работи на закусвалня за дюнери. С подкрепата на българските власти успява да получи гражданство и да се бори за България.